# Pongor-lyuk
A Pongor-lyuk olyan barlang, amely középső pleisztocén ősállatmaradványai miatt 1988 óta Magyarország fokozottan védett barlangjai között van. Átjáróbarlang és rombarlang. A Bükki Nemzeti Park területén található.

## Leírás
Répáshuta külterületén, a Pongor-lyuk-tetőn, fokozottan védett területen vannak bejáratai. Középső triász és felső triász mészkőben keletkezett a két végén nyitott barlangroncs és a mennyezet is a felszínre nyílik a törmelék között egy helyen.
Kadić Ottokár két bejáratát még két külön barlangként írta le Kövesváradi III. sz. sziklaüreg és Kövesváradi IV. sz. sziklaüreg néven. Az üreg névadója Hevesi Attila volt, aki 1982-ben javasolta a Pongor-lyuk-tető név alapján a barlang átnevezését Pongor-lyuk névre. Néhány korai cikkben tévedésből Pungor-lyuk (Kordos 1982) a neve. Előfordul irodalmában Kövesváradi III. sziklaüreg (Bertalan 1976), Kövesváradi 3. sz. sziklaüreg (Kordos 1984), Kövesváradi IV. sziklaüreg (Bertalan 1976) és Kövesváradi 4. sz. sziklaüreg (Kordos 1984) neveken is.

## Leletek
Régészeti szempontból megemlítendők a kitöltésből előkerült bronzkori kerámiatöredékek, valamint azok a kovapengék, amelyek a pilisszántói kultúra termékei voltak.
Érdekes őslénytani maradványai a csíkos egér (Sicista subtilis betulina), amely a Bükk hegységben már kihalt egérfaj. A füttyentő nyúl (Ochotona pusilla), amely szintén már kihalt Magyarországon. A sziklagyepeken élő csigafajok (Granaria frumentum, Chondrula tridens, Chondrina clienta). Belőlük, valamint a mezei pockok jelentős számából kevésbé erdősült, nyílt vegetációra lehet következtetni. Az Ursulus stehlini leginkább a ma élő tibeti barnamedvéhez hasonló faj. A Talpa fossilis egy olyan vakondfaj, amely kisebb volt a ma élő vakondnál. Csak az alsó pleisztocén és a középső pleisztocén rétegekből került elő.
Sorex cf. subaraneus egy olyan cickányfaj, amely a ma is élő erdei cickány és a törpe cickány méretei közé esik. A középső pleisztocénben halt ki. Cricetus runtonensis solymarensis, amely egy olyan hörcsögféle, amely leszármazottak nélkül halt ki. A ma élő hörcsögnél nagyobb méretű volt. Megtalálták még a Solymári-ördöglyuk és a Lök-völgyi-barlang csontmaradványai között. Pliomys lenki, amely egy ősi szabású pocokféle és a pliocénban, valamint a pleisztocén elején élt. Pitymys gregaloides, amely az egyik, korai képviselője a ma is élő pocokféléknek. Megtalálták még az Upponyi 1. sz. kőfülke, valamint a Solymári-ördöglyuk faunájában.

## Kutatástörténet
Kadić Ottokár és Vértes László is végzett ásatást benne, de további kutatásra nem tartották érdemesnek. A barlanghoz nagyon közel fedezte fel Jánossy Dénes a Kövesváradi-karsztzsákot, amely egy üledékkel teljesen kitöltött üreg. Itt gazdag alsó pleisztocén ősgerinces leletegyüttes került napvilágra. A leletek, valamint az átjáró idős kora alapján feltételezte Hevesi Attila, Hír János és Ringer Árpád, hogy a Pongor-lyukban szintén megtalálják majd ennek a kornak az állatvilágát.
Az 1976-ban befejezett Magyarország barlangleltára című kéziratban az olvasható, hogy a Kövesváradi III. sziklaüreg a Bükk hegységben, Répáshután helyezkedik el. Bejárata 3 m széles és 1,2 m magas. A barlang 12 m hosszú, 3,5–6,5–4 m széles és 0,5–0,3 m magas. Nagyon alacsony üreg. A barlangot végig mészkőtörmelékes humusz tölti ki. A kézirat barlangra vonatkozó része 1 irodalmi mű alapján lett írva.
1982-ben a kazincbarcikai Irinyi János Vegyipari Szakközépiskola, valamint az ELTE Ságvári Endre Gyakorló Iskolájának tanulóiból álló csoporttal kezdtek neki a fent megnevezett szakemberek a kutatásnak. 1982-ben Hír János mérte fel és a felmérés alapján rajzolt egy alaprajzi barlangtérkép-vázlatot, amelyen látható Vértes László gödrének helye. A Kordos László által írt és az 1982. évi MKBT Beszámolóban közölt áttekintésben meg van említve, hogy 1982 nyarán Hír János a Répáshuta melletti Pungor-lyukban őslénytani ásatást végzett. A szelvény elérte a barlangi medvével jelzett pleisztocén rétegeket.
Az 1984-ben kiadott Magyarország barlangjai című könyv országos barlanglistájában szerepel a Bükk hegység barlangjai között a Pongor-lyuk két külön barlangként. Az egyik barlangnak Kövesváradi 3. sz. sziklaüreg a neve. A másik barlangnak Kövesváradi 4. sz. sziklaüreg a neve. A listához kapcsolódóan látható az Aggteleki-karszt és a Bükk hegység barlangjainak földrajzi elhelyezkedését bemutató 1:500 000-es méretarányú térképen a két barlang földrajzi elhelyezkedése. Az 1986. évi Karszt és Barlangban megjelent bibliográfia regionális bibliográfia részében szerepel a barlang Pongor-lyuk néven. Az összeállítás szerint a Karszt és Barlangban publikált írások közül 2 foglalkozik a barlanggal.
1988. október 1-től a környezetvédelmi és vízgazdálkodási miniszter 7/1988. (X. 1.) KVM rendeletének (6. §. 2. pont, illetve 5. sz. melléklet) értelmében a Bükk hegységben lévő Pongor-lyuk fokozottan védett barlang. Az 1988. évi Karszt és Barlangban közölve lett, hogy a Bükk hegységben elhelyezkedő Pongor-lyuk bekerült Magyarország fokozottan védett barlangjai közé. Magyarországon a Pongor-lyukkal együtt 108 barlang van fokozottan védve. 1990-ben Hír Jánosnak volt kutatási engedélye a barlang kutatásához. 1994-ig összesen hét alkalommal dolgoztak a lelőhelynél. 2001. május 17-től a környezetvédelmi miniszter 13/2001. (V. 9.) KöM rendeletének értelmében a Bükk hegység területén lévő Pongor-lyuk fokozottan védett barlang. Egyidejűleg a fokozottan védett barlangok körének megállapításáról szóló 1/1982. (III. 15.) OKTH rendelkezés hatályát veszti. A 2003-ban megjelent Magyarország fokozottan védett barlangjai című könyvben az olvasható, hogy 646 m tengerszint feletti magasságban nyílik, 27 m hosszú, 4 m függőleges kiterjedésű és 23 m vízszintes kiterjedésű.
A 2005-ben napvilágot látott Magyar hegyisport és turista enciklopédia című kiadványban önálló szócikke van a barlangnak. A szócikk szerint a Pongor-lyuk a Bükk hegységben található és fokozottan védett természeti érték. Répáshuta határában, a Pongor-lyuk-tetőn, 646 m tengerszint feletti magasságban van a bejárata. A 27 m hosszú kúszójárat triász mészkőben keletkezett. Nyitott mindkét végén és a mennyezet is a felszínre nyílik egy ponton a törmelék között. Kitöltésből középső pleisztocén reliktum jellegű faunaelem került elő.
2005. szeptember 1-től a környezetvédelmi és vízügyi miniszter 23/2005. (VIII. 31.) KvVM rendelete szerint a Bükk hegységben lévő Pongor-lyuk fokozottan védett barlang. 2013. augusztus 12-től a belügyminiszter 43/2013. (VIII. 9.) BM rendelete szerint a Borsod-Abaúj-Zemplén megyei, répáshutai, 5381-20 barlangkataszteri számú és 23929 lelőhely-azonosítójú Pongor-lyuk régészeti szempontból jelentős barlangnak minősül. 2015. november 3-tól a földművelésügyi miniszter 66/2015. (X. 26.) FM rendelete szerint a Pongor-lyuk (Bükk hegység) fokozottan védett barlang.